# 韓性
韓性（1266年—1341年），字明善。元代紹興（今屬浙江）人。浙東理學家。
七歲開始讀書，“數行俱下，日記萬言”，9歲通《小戴禮》，及長，精通性理之學，元代之大儒。以講學為業，受業者甚多，據說他曾收王冕為徒，授以《春秋》。卒於元順帝至正元年（1341年），朝廷賜諡號「莊節先生」，著有《竹齋記》。《元史·儒學傳》有傳。
韓性曾題跋司馬光的《資治通鑑》殘稿：「其以牘背起稿，可見其儉；字必端謹，可見其誠；事而書之，該以一二字，可見其博；紙尾謝狀詞，雖平常字，亦出於手書，可見其遇事之不苟也。」

## 延伸阅读
[在维基数据编辑]
 《元史·卷190》，出自宋濂《元史》